# Jägersro villastad
Jägersro villastad is een wijk in het stadsdeel Husie van de Zweedse stad Malmö. De wijk bestaat voornamelijk uit woningen die gebouwd zijn in de jaren 60 van de 20e eeuw. Centraal in de wijk zijn een lagere en kleuterschool te vinden.
De wijk ligt tussen Jägerso in het zuiden, Almgården in het westen, Stenkällan in het noorden en Elisedal in het oosten. De noordelijke grens wordt gevormd door Amiralsgatan; de oostelijke door Agnesfridsvägen.